# Île de Belair
L'île de Belair est une île du Morbihan, dépendant administrativement de la commune de Pénestin. L'île est une aire protégée avec restriction de débarquement entre le 15 avril et le 31 août.